# BioShock
BioShock er et videospil udviklet af 2K Boston/2K Australia og udgivet på Windows, Xbox 360 og Playstation 3. Spillets udvikling har været påbegyndt siden 2004, men planlægningen rygtes at have været i gang længe før. Den 9. januar 2006 annoncerede Take-Two Interactive, at de havde opkøbt Irrational Games, og at spillet ville blive udgivet under 2K Games. Irrational Games er det tidligere navn for 2K Boston/2K Australia før det blev opkøbt. Spillet er beskrevet af udviklerne som en spirituel opfølger til System Shock 2.
BioShock foregår i 1960, hvor man guider hovedpersonen, Jack, rundt i undervandsbyen Rapture, efter hans fly styrter ned midt ude i havet. Byen blev grundlagt af forretningsgiganten Andrew Ryan, der ønskede et utopia, fri for såkaldte parasitiske omstændigheder skabt af de forskellige typer ideologier og regeringer på overfladen. Men dette radikalt frie marked skabte grobund for videnskabelige eksperimenter, der gennem gameplayet ender i Rapture's fald - mest af alt gennem det genmanipulerende stof Adam, der forvandler de fleste indbyggere til mentalt ustabile junkier. Mens Jack kæmper sig igennem horder af disse Adam-junkier og andre forhindringer som Big Daddies, for at slippe væk fra byen, får han kontakt til de få tilbageværende mentalt raske individer, hvorigennem han bl.a. lærer mere og mere om Rapture og dens tragiske historie.
Der er utallige måder at kæmpe sig gennem Rapture på, både med et sortiment af våben, ved muligheder for at vende Rapture's forsvar mod dem selv og ikke mindst ved brug af forskellige 'Adam-plasmider', der giver forskellige overnaturlige evner såsom telekinese og mange andre. Der er mulighed for at vælge flere retninger i spillet, hvilke afgør afslutningen på historien.
BioShock modtog meget ros og blev især hyldet af kritikerne for dets moral-baserede historie, indlevende miljø and og unikke sceneri. Det vandt adskillige 'Game of the Year' priser fra forskellige medier, som BAFTA, Game Informer, Spike TV og X-Play.
En version af spillet til mobile platforme er i øjeblikket ved at blive udviklet af IG Fun. Efterfølgeren med titlen Bioshock 2 blev frigivet i 2010. Et tredje spil; BioShock Infinite blev udgivet d. 26/3-2013.